# Octodon bridgesi
Octodon bridgesi és una espècie de mamífer rosegador de la família dels octodòntids. Viu a l'Argentina i els Andes xilens. Es tracta d'un animal que s'enfila als arbres. Els seus hàbitats naturals són els matollars i les zones rocoses. Està amenaçada per la transformació del seu hàbitat per a usos forestals i agrícoles. Aquest tàxon fou anomenat en honor del viatger i col·leccionista britànic Thomas Charles Bridges.